# Бернхард II (маркграф Бадена)
Бернхард II Баденский (1428[…], Баден-Баден — 15 июля 1458, Монкальери, Пьемонт) — маркграф Бадена, правивший в 1453—1458 годах.
Папа Климент XIV беатифицировал Бернхарда в 1769 году.
В настоящее время вопрос о его канонизации всё ещё рассматривается. В мае 2011 года архиепископ Фрайбурга Роберт Цоллич опубликовал публичное прошение в официальном журнале своей архиепархии. Общественное обсуждение началось в июне 2011 года. В ноябре 2017 года папа Франциск уполномочил Конгрегацию по канонизации святых издать декрет о признании героической добродетели Бернхарда.

## Биография

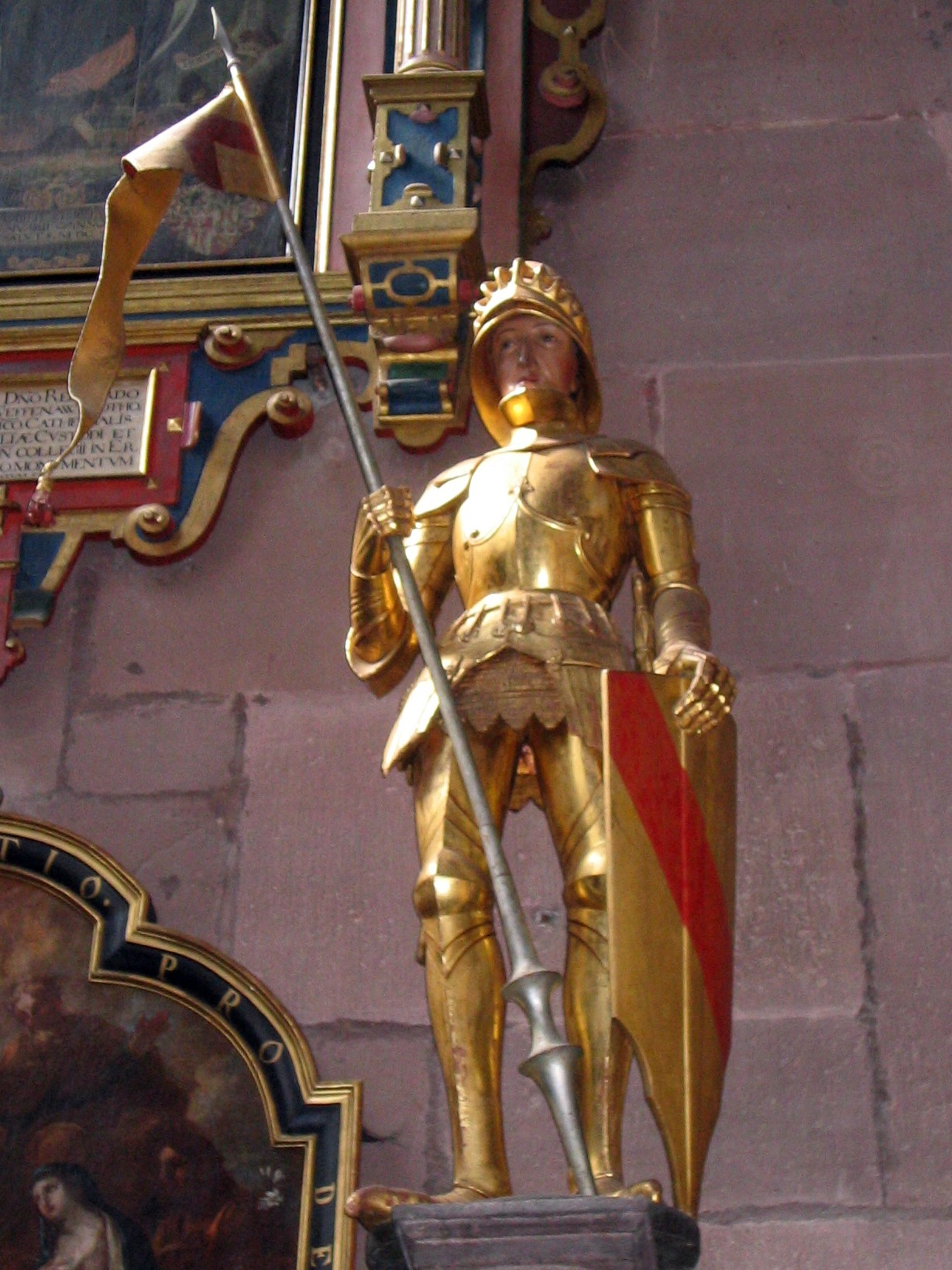
Памятник Бернхарду II в Фрайбургском кафедральном соборе.

Бернхард был вторым сыном Якоба I Баденского и Катерины Лотарингской. Он вырос в очень религиозной семье и получил отличное образование, которое подготовило бы его к последующей роли правителя. Предполагалось, что он станет маркграфом Пфорцхайма, Эберштейна, Безигхайма и нескольких районов в северной части маркграфства.
Бернхард II был связан с династией Габсбургов через своего старшего брата Карла I, который женился на Екатерине Австрийской, сестре императора Фридриха III. Это родство должно дать Бернхарду доступ к императорскому двору. Сначала он помогал своему дяде Рене Анжуйскому в вооруженном конфликте на севере Италии, где смело сражался. После смерти своего отца в 1453 году он вернулся в Баден, где он согласился отказаться от своих прав на часть маркграфства в пользу брата. Вместо этого, несмотря на его молодой возраст, он стал личным посланником Фридриха III.
Бернхард II старался помогать неимущим. Он тратил бо́льшую часть своего дохода, помогая бедным и нуждающимся. Даже при жизни он поражал своих современников необычной набожностью.
Под давлением после падения Константинополя в 1453 году императорская семья Габсбургов начала готовить крестовый поход против расширяющейся Османской империи. Бернхарда II отправили к европейским княжеским домам для поиска союзников. Он умер от чумы во время одного из этих визитов 15 июля 1458 года в Монкальери на севере Италии. Бернардо, как его называют итальянцы, по сей день там почитается.